# تپه قاضی
تپه قاضی مربوط به سده‌های اولیه و میانه دوران‌های تاریخی پس از اسلام است و در شهرستان مانه و سملقان، بخش سملقان، دهستان قاضی، شهر قاضی واقع شده و این اثر در تاریخ ۲۵ آبان ۱۳۸۷ با شمارهٔ ثبت ۲۳۷۴۸ به‌عنوان یکی از آثار ملی ایران به ثبت رسیده است.